# Lamlash and Kilbride Parish Church

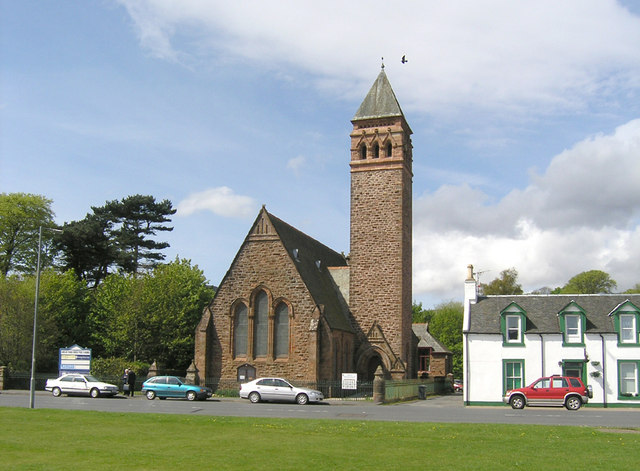
Lamlash and Kilbride Parish Church

Die Lamlash and Kilbride Parish Church ist ein ehemaliges Kirchengebäude in der schottischen Stadt Lamlash auf der Insel Arran in der Council Area North Ayrshire. 1994 wurde das Bauwerk in die schottischen Denkmallisten in der höchsten Denkmalkategorie A aufgenommen.

## Geschichte
Im Jahre 1773 wurde ein neues Kirchengebäude in Lamlash erbaut. Es ersetzte dabei eine ältere Kirche des Parishs Kilbride, von welcher heute noch Fragmente auf dem Friedhof erhalten sind. Bereits 1871 lieferte der Architekt Frederick Thomas Pilkington den Entwurf eines Neubaus, der jedoch nie realisiert wurde. Die heutige Lamlash and Kilbride Parish Church wurde auf Geheiß von William Douglas-Hamilton, 12. Duke of Hamilton nach einem Entwurf von H. & D. Barclay gebaut. Die Baukosten beliefen sich auf etwa 4000 £. Eine Orgel wurde 1934 hinzugefügt und die Kirche schließlich 1997 restauriert.
Eigentümerin des Kirchengebäudes war die presbyterianische Church of Scotland. Wie auch die Corrie Church wurde die Lamlash and Kilbride Parish Church 2023 geschlossen. Im Folgejahr wurde sie zu einem Mindestpreis von 65.000 £ ausgeschrieben. Das zugehörige Gemeindehaus wurde für ein Mindestgebot von 45.000 £ inseriert.

## Beschreibung
Das neogotische Bauwerk befindet sich im Zentrum von Lamlash an der A841, welche direkt entlang der Küstenlinie verläuft. Die Saalkirche schließt mit einem Satteldach mit vier Dreiecksgauben ab, das mit grünem Schiefer eingedeckt ist. Terrakottaziegel verlaufen entlang des Dachfirsts. Das Mauerwerk besteht aus bossiertem rotem Sandstein. Drillings-Lanzettfenster sind an den Giebelflächen verbaut, während traufseitig einzelne Spitzbogenfenster zu finden sind. An der Nordseite ragt ein markanter, schlichter Glockenturm auf. Dort befindet sich das zweiflüglige, spitzbögige Eingangsportal mit Wimperg und Gewände. Im oberen Turmabschnitt sind allseitig Drillings-Spitzbogenöffnungen mit Gesimse zu finden. Der Turm schließt mit einem Pyramidendach ab.